# Arteche
Arteche ist eine philippinische Stadtgemeinde in der Provinz Eastern Samar. Sie hat 16.026 Einwohner (Zensus 1. August 2015).

## Baranggays
Arteche ist politisch in 20 Baranggays unterteilt.
| - Aguinaldo - Balud (Pob.) - Bato (San Luis) - Beri - Bigo - Buenavista - Cagsalay - Campacion - Carapdapan - Casidman | - Catumsan - Central (Pob.) - Concepcion - Garden (Pob.) - Inayawan - Macarthur - Rawis (Pob.) - Tangbo - Tawagan - Tebalawon |